# لحلاح مفصص
اللحلاح المفصص (باللاتينية: Colchicum tunicatum) نوع نباتي يتبع جنس اللحلاح من الفصيلة اللحلاحية.

## الموئل والانتشار
موطنه بلاد الشام.

## الوصف النباتي
النبات عشبي معمر. النبات سام كبقية أنواع اللحلاح. سمي كذلك بسبب طبيعة جعثنه المفصص (كفصوص الثوم).